# Sueños de Oro
El Ceibo o Sueños de Oro es una población localizada en el municipio de Tenosique en el estado mexicano de Tabasco, fronteriza con Guatemala, es el más reciente punto oficial de cruce fronterizo, establecido después de servir clandestinamente durante mucho tiempo.
En este lugar se localiza el Puerto fronterizo El Ceibo el cual es el cruce internacional de la carretera Tenosique de Pino Suárez-Flores (Guatemala)-Tikal.

## Inauguración
El puerto fronterizo de El Ceibo, es el octavo cruce internacional formal entre México y Guatemala, y fue inaugurado el 27 de octubre de 2009 por los presidentes de México y Guatemala: Felipe Calderón Hinojosa y Álvaro Colom Caballeros respectivamente, en una ceremonia en la que estuvieron presentes también los gobernadores de los estados mexicanos de Tabasco, Chiapas y Campeche, así como el gobernador del departamento guatemalteco de El Petén.

## Infraestructura
El Puerto fronterizo El Ceibo es un inmueble administrador por el Instituto de Administración y Avaluos de Bienes Nacionales, cuenta con oficinas y Oficiales del SAT/ADUANAS, oficinas del Instituto Nacional de Migración, el Organismo Internacional Regional de Sanidad Agropecuaria (OIRSA), Oficinas del Servicio Nacional de Sanidad Inocuidad y Calidad Agropecuaria (SENASICA/SAGARPA, BANJERCITO, así como destacamentos de la Policía Federal, Agencia Federal de Investigación y el Ejército Mexicano.
Se tiene proyectado que por este punto, crucen una gran cantidad de automóviles y autobuses, que se dirijan a la zona arqueológica de Tikal del lado guatemalteco, así como a las ciudades de Villahermosa, Tenosique de Pino Suárez y las diversas zonas arqueológicas ubicadas del lado mexicano. De hecho en el 2011 según datos del Instituto Nacional de Migración cruzaron por este puerto fronterizo un total de 154.067 extranjeros convirtiendo a este lugar en el más importante punto de arribo de extranjeros al estado de Tabasco.

## Población
La localidad se denomina oficialmente como Sueños de Oro y en 2010 registró una población de 300 habitantes, sin embargo es más conocida como El Ceibo, nombre también dado a la población localizada del lado guatemalteco de la frontera, en el sentido más estricto El Ceibo sería el nombre del puerto fronterizo, mientras que Sueños de Oro es la población localizada junto a él. El Ceibo también es el nombre del Vértice de El Ceibo punto geográfico donde la línea fronteriza entre México y Guatemala cambia de sentido este-oeste a norte-sur, esta línea norte-sur también recibe el nombre de Meridiano de El Ceibo.

## Comunicaciones
El Ceibo se localiza a unos 59 kilómetros de Tenosique de Pino Suárez, con el que se comunica mediante la carretera internacional Tenosique de Pino Suárez-Flores (Guatemala)-Tikal, la cual está totalmente alfaltada, es uno de los principales puntos de cruce de los inmigrantes que provenientes de América Central, y que buscan llegar a los Estados Unidos, a pesar de los recientes esfuerzos de control migratorio y de televisor 